# Skilanglauf-Australia/New-Zealand-Cup 2021
Der Skilanglauf-Australia/New-Zealand-Cup 2021 war eine von der FIS organisierte Wettkampfserie, die zum Unterbau des Skilanglauf-Weltcups 2021/22 gehörte. Sie begann am 7. August 2021 im australischen Perisher und sollte am 5. September 2021 in Falls Creek enden. Die Wettbewerbe in Falls Creek wurden aber abgesagt. Die Gesamtwertung bei den Männern gewann Phillip Bellingham und bei den Frauen Casey Wright.

## Männer

### Resultate
| 1. Australia/New-Zealand-Cup in Perisher Valley, 7. und 8. August 2021 | 1. Australia/New-Zealand-Cup in Perisher Valley, 7. und 8. August 2021 | 1. Australia/New-Zealand-Cup in Perisher Valley, 7. und 8. August 2021 | 1. Australia/New-Zealand-Cup in Perisher Valley, 7. und 8. August 2021 | 1. Australia/New-Zealand-Cup in Perisher Valley, 7. und 8. August 2021 |
| ---------------------------------------------------------------------- | ---------------------------------------------------------------------- | ---------------------------------------------------------------------- | ---------------------------------------------------------------------- | ---------------------------------------------------------------------- |
| Datum                                                                  | Disziplin                                                              | Erster Platz                                                           | Zweiter Platz                                                          | Dritter Platz                                                          |
| 7. August 2021                                                         | Sprint Freistil                                                        | Phillip Bellingham                                                     | Seve de Campo                                                          | Fedele de Campo                                                        |
| 8. August 2021                                                         | 15 km klassisch                                                        | Phillip Bellingham                                                     | Seve de Campo                                                          | Mark Pollock                                                           |

| 2. Australia/New-Zealand-Cup und Kangaroo Hoppet in Falls Creek, 28. August und 4. und 5. September 2021 | 2. Australia/New-Zealand-Cup und Kangaroo Hoppet in Falls Creek, 28. August und 4. und 5. September 2021 | 2. Australia/New-Zealand-Cup und Kangaroo Hoppet in Falls Creek, 28. August und 4. und 5. September 2021 | 2. Australia/New-Zealand-Cup und Kangaroo Hoppet in Falls Creek, 28. August und 4. und 5. September 2021 | 2. Australia/New-Zealand-Cup und Kangaroo Hoppet in Falls Creek, 28. August und 4. und 5. September 2021 |
| --- | --- | --- | --- | --- |
| Datum | Disziplin                                                                                                | Erster Platz                                                                                             | Zweiter Platz                                                                                            | Dritter Platz                                                                                            |
| 28. August 2021                                                                                          | 42 km Freistil Massenstart                                                                               | Wettkämpfe aufgrund der COVID-19-Pandemie abgesagt.                                                      | Wettkämpfe aufgrund der COVID-19-Pandemie abgesagt.                                                      | Wettkämpfe aufgrund der COVID-19-Pandemie abgesagt.                                                      |
| 4. September 2021                                                                                        | Sprint klassisch                                                                                         | Wettkämpfe aufgrund der COVID-19-Pandemie abgesagt.                                                      | Wettkämpfe aufgrund der COVID-19-Pandemie abgesagt.                                                      | Wettkämpfe aufgrund der COVID-19-Pandemie abgesagt.                                                      |
| 5. September 2021                                                                                        | 10 km Freistil                                                                                           | Wettkämpfe aufgrund der COVID-19-Pandemie abgesagt.                                                      | Wettkämpfe aufgrund der COVID-19-Pandemie abgesagt.                                                      | Wettkämpfe aufgrund der COVID-19-Pandemie abgesagt.                                                      |

### Gesamtwertung Männer
| Endstand (Top 10) |                           |        |
| \| Rang \| Name \| Punkte \| \| ---- \| ------------------------- \| ------ \| \| 1. \| Phillip Bellingham \| 200 \| \| 2. \| Seve de Campo \| 160 \| \| 3. \| Mark Pollock \| 100 \| \| 4. \| Fedele de Campo \| 96 \| \| 5. \| Hugo Hinckfuss \| 95 \| \| 6. \| Liam Burton \| 86 \| \| 7. \| Bentley Walker-Broose \| 85 \| \| 8. \| Tommi Silvester \| 61 \| \| 9. \| Boris Stanish \| 56 \| \| 10. \| Klaus Jungbluth Rodríguez \| 53 \| |                           |        |
| Rang | Name                      | Punkte |
| 1. | Phillip Bellingham        | 200    |
| 2. | Seve de Campo             | 160    |
| 3. | Mark Pollock              | 100    |
| 4. | Fedele de Campo           | 96     |
| 5. | Hugo Hinckfuss            | 95     |
| 6. | Liam Burton               | 86     |
| 7. | Bentley Walker-Broose     | 85     |
| 8. | Tommi Silvester           | 61     |
| 9. | Boris Stanish             | 56     |
| 10. | Klaus Jungbluth Rodríguez | 53     |

## Frauen

### Resultate
| 1. Australia/New-Zealand-Cup in Perisher Valley, 7. und 8. August 2021 | 1. Australia/New-Zealand-Cup in Perisher Valley, 7. und 8. August 2021 | 1. Australia/New-Zealand-Cup in Perisher Valley, 7. und 8. August 2021 | 1. Australia/New-Zealand-Cup in Perisher Valley, 7. und 8. August 2021 | 1. Australia/New-Zealand-Cup in Perisher Valley, 7. und 8. August 2021 |
| ---------------------------------------------------------------------- | ---------------------------------------------------------------------- | ---------------------------------------------------------------------- | ---------------------------------------------------------------------- | ---------------------------------------------------------------------- |
| Datum                                                                  | Disziplin                                                              | Erster Platz                                                           | Zweiter Platz                                                          | Dritter Platz                                                          |
| 7. August 2021                                                         | Sprint Freistil                                                        | Casey Wright                                                           | Zana Evans                                                             | Aimee Watson                                                           |
| 8. August 2021                                                         | 10 km klassisch                                                        | Casey Wright                                                           | Zana Evans                                                             | Aimee Watson                                                           |

| 2. Australia/New-Zealand-Cup und Kangaroo Hoppet in Falls Creek, 28. August und 4. und 5. September 2021 | 2. Australia/New-Zealand-Cup und Kangaroo Hoppet in Falls Creek, 28. August und 4. und 5. September 2021 | 2. Australia/New-Zealand-Cup und Kangaroo Hoppet in Falls Creek, 28. August und 4. und 5. September 2021 | 2. Australia/New-Zealand-Cup und Kangaroo Hoppet in Falls Creek, 28. August und 4. und 5. September 2021 | 2. Australia/New-Zealand-Cup und Kangaroo Hoppet in Falls Creek, 28. August und 4. und 5. September 2021 |
| --- | --- | --- | --- | --- |
| Datum | Disziplin                                                                                                | Erster Platz                                                                                             | Zweiter Platz                                                                                            | Dritter Platz                                                                                            |
| 28. August 2021                                                                                          | 42 km Freistil Massenstart                                                                               | Wettkämpfe aufgrund der COVID-19-Pandemie abgesagt.                                                      | Wettkämpfe aufgrund der COVID-19-Pandemie abgesagt.                                                      | Wettkämpfe aufgrund der COVID-19-Pandemie abgesagt.                                                      |
| 4. September 2021                                                                                        | Sprint klassisch                                                                                         | Wettkämpfe aufgrund der COVID-19-Pandemie abgesagt.                                                      | Wettkämpfe aufgrund der COVID-19-Pandemie abgesagt.                                                      | Wettkämpfe aufgrund der COVID-19-Pandemie abgesagt.                                                      |
| 5. September 2021                                                                                        | 5 km Freistil                                                                                            | Wettkämpfe aufgrund der COVID-19-Pandemie abgesagt.                                                      | Wettkämpfe aufgrund der COVID-19-Pandemie abgesagt.                                                      | Wettkämpfe aufgrund der COVID-19-Pandemie abgesagt.                                                      |

### Gesamtwertung Frauen
| Endstand (Top 10) |                 |        |
| \| Rang \| Name \| Punkte \| \| ---- \| --------------- \| ------ \| \| 1. \| Casey Wright \| 200 \| \| 2. \| Zana Evans \| 160 \| \| 3. \| Aimee Watson \| 120 \| \| 4. \| Rosie Fordham \| 100 \| \| 5. \| Phoebe Cridland \| 81 \| \| 6. \| Anna Trnka \| 72 \| \| 7. \| Claudine Talbot \| 69 \| \| 8. \| Hannah Price \| 62 \| \| 9. \| Sarah Slattery \| 61 \| \| 10. \| Emily Champion \| 45 \| |                 |        |
| Rang | Name            | Punkte |
| 1. | Casey Wright    | 200    |
| 2. | Zana Evans      | 160    |
| 3. | Aimee Watson    | 120    |
| 4. | Rosie Fordham   | 100    |
| 5. | Phoebe Cridland | 81     |
| 6. | Anna Trnka      | 72     |
| 7. | Claudine Talbot | 69     |
| 8. | Hannah Price    | 62     |
| 9. | Sarah Slattery  | 61     |
| 10. | Emily Champion  | 45     |